# Sebastián Iradier

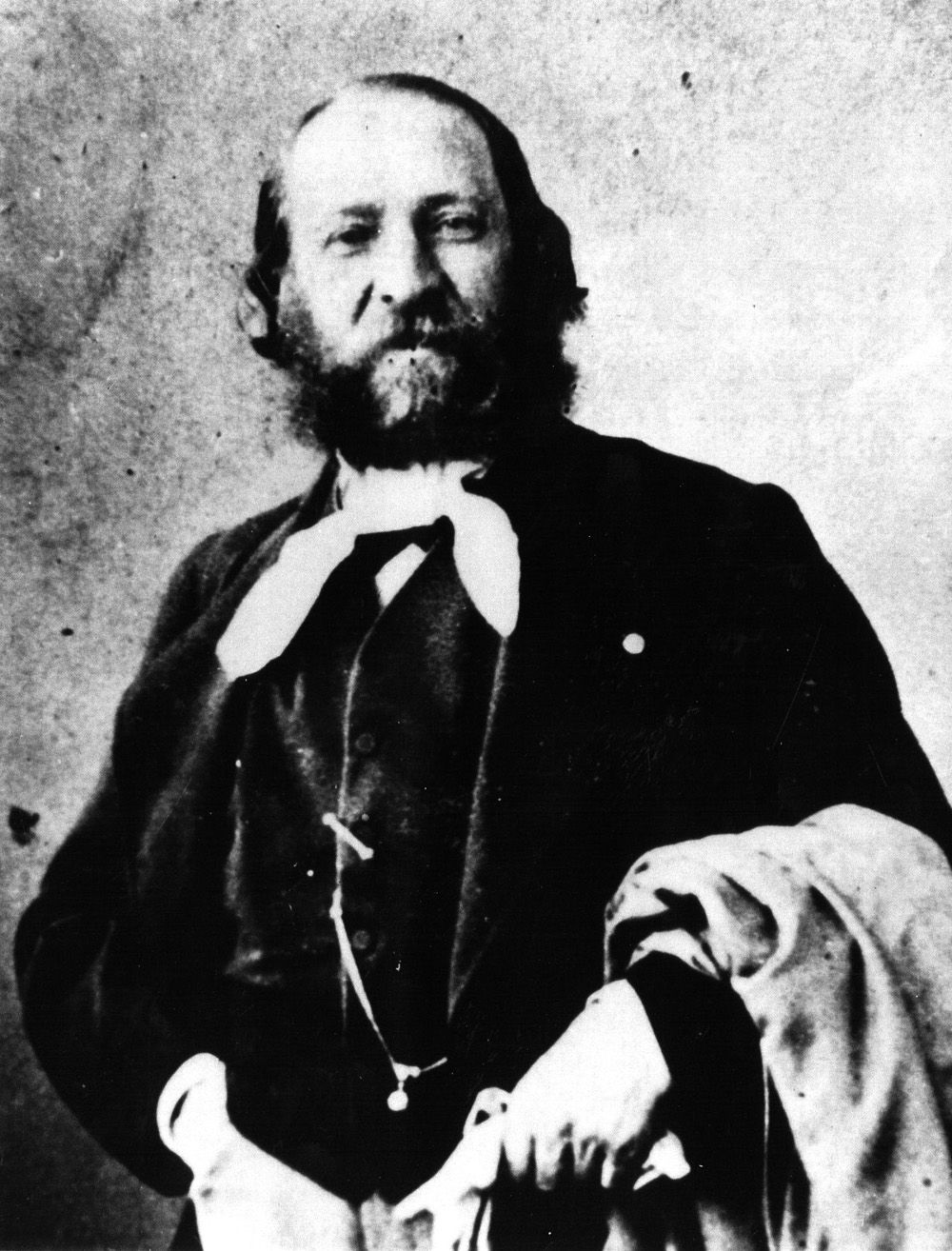
Sebastian Iradier

Sebastián de Iradier y Salaverri (Salaberri) (20 tháng 1 năm 1809 –  6 tháng 12 năm 1865), còn được biết tới tên khác là Sebastián Yradier, là một nhà soạn nhạc nổi tiếng người Tây Ban Nha, đúng hơn là thuộc dân tộc Basque ở Tây Ban Nha.
Iradier sinh ngày 20 tháng 1 năm 1809 ở Lanciego, một đô thị nhỏ thuộc tỉnh Álava. Việc xuất bản các nhạc phẩm của mình ở Paris khiến Sebastían phải đổi tên của mình từ Sebastían Iradier sang Sebastían Yradier để dễ phổ cập các bài hát cho thính giả. Ông nổi tiếng với những bài hát thuộc dòng nhạc habaneras, đặc biệt là kiệt tác La Paloma được viết vào năm 1860 sau một chuyến du lịch đến Cuba của tác giả. Bài hát "La Paloma" sau đó trở nên cực kì thịnh hành ở cả Tây Ban Nha lẫn châu Mỹ (nhất là México, nơi nó trở thành nhân tố chính góp phần cho sự thành công vang dội của dòng nhạc hanabera tại đó.
Một bộ sưu tập gồm 25 bài hát thịnh hành nhất của Iradier được phát hành tại Pháp cùng với lời Pháp, ví dụ như "Fleurs d'Espagne".
Một tác phẩm khác của Iradier có thể kể đến là "El Arreglito", một nhạc phẩm dòng habanera được Georges Bizet sử dụng làm nguồn cảm hứng cho vở nhạc kịch Carmen. Bản thân Bizet, tưởng rằng bài hát đó là một bài dân ca, được các gai điệu của "El Arreglito" truyền cảm hứng và lại sáng tác ra một bản nhạc mang tên "Habanera" dùng trong vở nhạc kịch Carmen: giai điệu "L'amour est un oiseau rebelle" là một giai điệu khác lấy từ "El Arreglito". Về sau ông biết được El Arreglito không phải là một bản dân ca và ông đã ghi chú lại nguồn gốc xác thực.
Nhà soạn nhạc Sebastián Iradier lặng lẽ qua đời vào ngày 6 tháng 12 năm 1865, hưởng dương 56 tuổi. Ông đã không sống đủ lâu để thấy kiệt tác La Paloma của mình trở thành một trong những bài hát nổi tiếng nhất thế giới.